# The Scarlet Clue
The Scarlet Clue sau Charlie Chan in the Scarlet Clue este un film american din 1945 regizat de Phil Rosen. Protagoniștii filmului sunt Sidney Toler ca Charlie Chan și Benson Fong ca Tommy Chan.